# Sparta Township (Missouri)
Sparta Township est un township  du comté de Christian dans le Missouri, aux États-Unis,.